# 極智對決
是一部2018年上映的韓國犯罪動作片，由《國際市場》的副導演李钟锡與《逆鱗》的編劇崔成賢聯手打造。該片是韓國首部以警匪談判為題材的電影，講述一樁發生在泰國的人質挾持案件，在片中談判專家河采韻（孫藝真飾）必須在國際犯罪頭目閔泰久（玄彬飾）所要求的時間內憑藉協商技巧救出人質。

## 劇情概要
首爾地方警察廳危機協商組的談判專家河采韻是個貌美的留美歸國菁英，一次休假，從相親途中被召回，到瑞草區良才洞處理兩名東南亞搶匪搶劫不成，卻劫持人質的案件，原本談得稍有轉機，無奈上司不允許她的溫情攻勢，發動突襲，造成一男一女等兩位人質死亡，搶匪也全部遭到格斃。采韻因此案心灰意冷而請辭，但上級鄭組長卻不收辭呈，只說自己要去泰國出差，等回韓國之後再討論。
隨即隊長安赫秀趕忙跑到河采韻家中，說是長官召見，要她換上軍服到現場，才發現情況非常嚴峻，韓國國家情報院等情治單位的高官都在此地待命，原來是冷血無情的麻六甲軍火大王兼國際犯罪頭目閔泰久，在泰國綁架了《大韓日報》的記者李相穆特派員，鄭組長為了解救這位記者而前往泰國，卻也遭到閔泰久的綁架。
采韻接起閔泰久打來的視訊電話之後，發現閔泰久不是等閒之輩。而這次的綁架案也非同小可，牽扯到國家軍購貪污案的秘密⋯⋯案件已經震動了青瓦臺。

## 演員陣容

### 主要人物
- 孫藝真 飾演 河采韻，首爾地方警察廳談判專家。
- 玄彬 飾演 閔泰久，軍火大王、綁架犯兼國際犯罪組織頭目。

### 其他人物
- 金相浩 飾演 安赫秀，首爾地方警察局危機談判組第三小隊隊長，河采韻的上司。
- 張英南 飾演 韓英淑，國際犯罪科科長。
- 李文植 飾演 鄭組長，首爾地方警察局危機談判組組長，安赫秀、河采韻的上司。
- 張光 飾演 黃首席
- 趙英鎮 飾演 具貫朱，閔泰久曾經的老大。
- 金珉賞 飾演 朴次長
- 韓基重 飾演 孫中將
- 劉延洙 飾演 文廳長
- 朴修榮 飾演 崔科長
- 崔秉默 飾演 孔秘書
- 朴成根 飾演 國防部作戰指揮官
- 金宗久 飾演 尹社長
- 鄭仁謙 飾演 李相穆，表面身分為《大韓日報》的駐泰特派員，事實上卻是韓國國家情報院特工。
- 李學周 飾演 朴珉宇
- 李周映 飾演 李多彬，河采韻的組員。
- 李詩雅 飾演 閔現珠，閔泰久的妹妹。
- 車來亨 飾演 叭叭
- 郭子亨 飾演 國情院協商要員
- 朴亨洙 飾演 國情院協商要員
- 郭敏奎 飾演 空軍指揮室要員
- 朴智勳 飾演 薩特金少校
- 金熙辰 飾演 薩特副隊長
- 李載韓 飾演 薩特隊員
- 呂成旭 飾演 安保公司警衛
- 金知星 飾演 人質一家的母親
- 尹成宇 飾演 人質一家的兒子
- 金寶敏 飾演 人質一家的女兒
- 崔恩錫 飾演 警察特攻隊隊長
- 裴真雅 飾演 VIP女秘書
- 金格琳 飾演 河采韻的替身

### 特別出演
- 李文植 飾演 鄭組長

## 外部連結
- NAVER上《極智對決》的資料
- Daum上《極智對決》的資料

- 韩国电影数据库（KMDb）上《極智對決》的資料
- 互联网电影数据库（IMDb）上《極智對決》的资料（英文）
- 豆瓣电影上《極智對決》的資料 （简体中文）